# Taubenturm Andilly

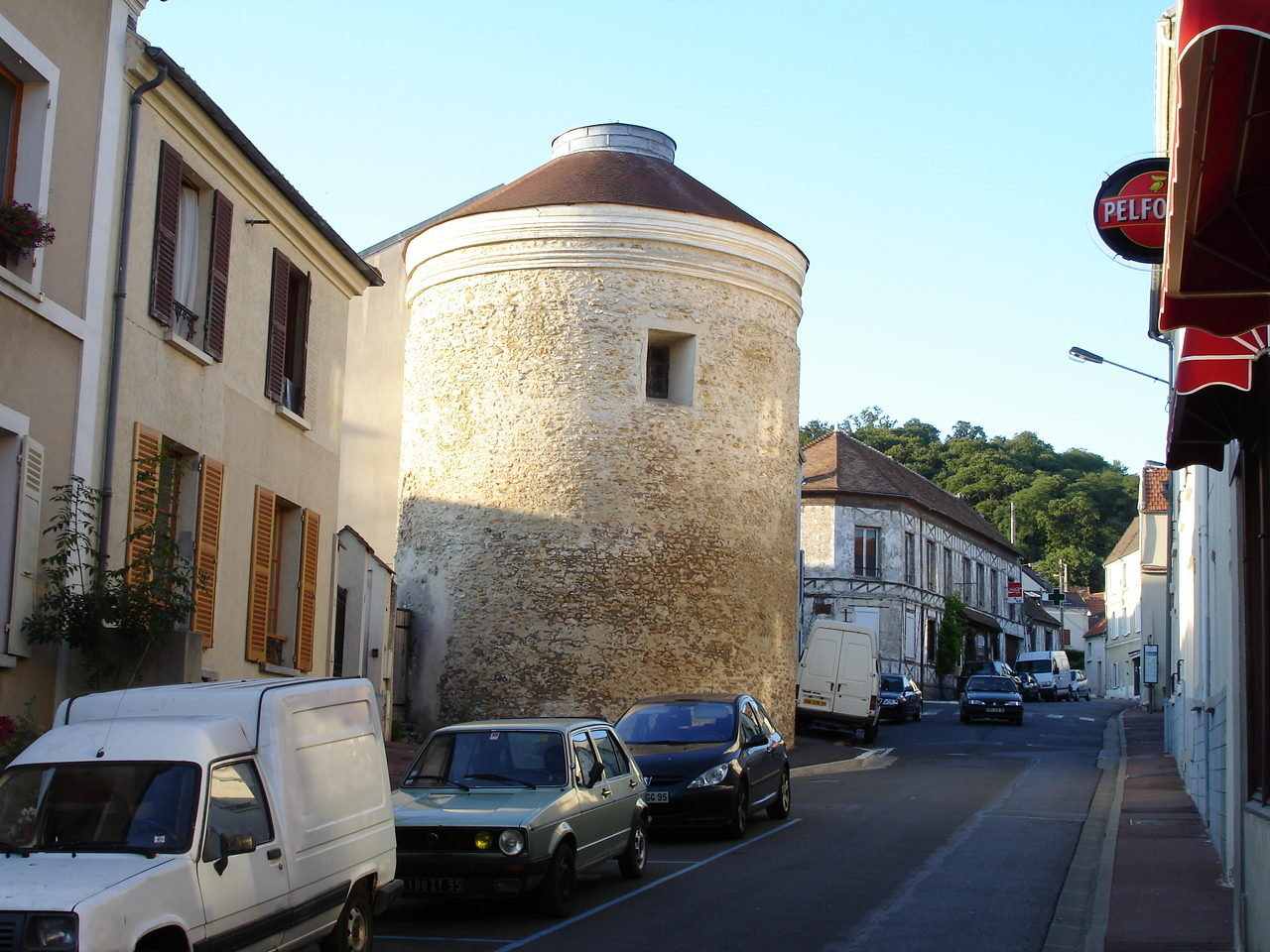
Taubenturm in Andilly

Der Taubenturm (französisch colombier) in Andilly, einer französischen Gemeinde im Département Val-d’Oise in der Region Île-de-France, wurde im 17. Jahrhundert errichtet. Der Taubenturm in der Rue Charles-de-Gaulle Nr. 7 ist seit 1988 als Monument historique klassifiziert.
Der runde Turm ist der einzige Rest des ehemaligen Schlosses der Familie Arnould. Im Gebäude gibt es eine steinerne Treppe, die zu den zwei Geschossen führt. Die Laterne, die den Rundturm bekrönte, ist nicht mehr vorhanden.